# Józsa János (műfordító)
Józsa János (Kajántó, 1901. október 11. – Kolozsvár, 1973. február 17.) tanulmányíró, műfordító. Leánya Szilágyi Józsa Mária magyar nyelvész.

## Életpályája
Középiskoláit 1922-ben a Kolozsvári Piarista Gimnáziumban végezte. A kolozsvári egyetemen román nyelv és irodalom, világtörténelem szakon szerzett tanári diplomát 1927-ben. Középiskolai tanár volt Nagyenyeden, Székelyudvarhelyen, Gyulafehérváron és Kolozsváron. 1949–1959-ig a kolozsvári Bolyai Tudományegyetemen volt előadótanár a román nyelv és irodalom tanszékén. 1964-ben történt nyugdíjazásáig a kolozsvári 11-es számú Líceum tanára volt.
Tanulmányokat, cikkeket, műfordításokat közölt rendszeresen A Hírnök, Erdélyi Múzeum, Erdélyi Szemle, Gazeta Odorheiului, Informatorul Albei, Jóbarát, Vasárnap, Székelység, Új Cimbora, Nagyvárad (1931–1940), majd 1944 után az Erdély, 'Utunk, Igazság, Korunk, Tanügyi Újság, Igaz Szó hasábjain.

## Történelmi tárgyú tanulmányai – a közös román–magyar múlt ismeretlen adatairól
- Constantin Mavrocordat fejedelem és a piaristák kapcsolatáról az Erdélyi Múzeumban 1931
- a piaristák craiovai letelepedéséről az Arhivele Olteniei 1933-as évfolyamában
- a legrégibb krónikák magyar történelmi vonatkozású adatairól A Hírnökben (1936)
- Grigore Ureche és Ion Neculce krónikájának a székelyeket bemutató részleteiről a Székelységben (1937, 1939)
- egy erdélyi magyar utazó havasalföldi útijegyzeteiről az Apulumban (1942)
- Bălcescu 1849-es erdélyi békéltetési akcióiról az Erdélyben (1945)

## Klasszikus és kortárs magyar írók és irodalmi mozgalmakat ismertetése román nyelven
- Mikszáth Kálmán Madárfészek című novellája román fordításban a székelyudvarhelyi Secuimea című lapban, 1933
- tanulmány Arany Jánosról – Secuimea című lapban
- tanulmány a romániai magyar irodalomról – Secuimea című lapban
- tanulmány Szellemi párhuzam a XIX. század magyar és román irodalma között címmel – Preocupări Literare című folyóiratban (1936)
- tanulmány Petőfi a román munkássajtó tükrében címmel – Igaz Szó 1969/7.

## Tudománytörténeti munkája
- Pápai Páriz Ferenc Plenitudo vacui c. kéziratának fordítása Victor Mariannal – Studia Universitatis Babeș–Bolyai (Seria Mathematica-Phisica), illetve Békességet magamnak, másoknak, 1977 – Nagy Géza gondozásában

## Román-magyar fordításai
Vasile Alecsandri, Nicolae Bălcescu, Jean Bart, Ion Alexandru Brătescu-Voinești, Ion Luca Caragiale , Miron Costin, Ion Creangă ,Barbu Ștefănescu Delavrancea , Victor Eftimiu, E. Gîrleanu, Ion Neculce, Alexandru Odobescu , Cezar Petrescu, Liviu Rebreanu , Alexandru Vlahuță műveiből.

## Magyar–román fordításai
Gárdonyi Géza, Gyallay Domokos, Jókai Mór, Mikszáth Kálmán, Nyirő József, Petőfi Sándor műveiből.

## Román nyelvtankönyvek szerkesztései
- Gramatica limbii romîne pentru cl. 8-10. scoli maghiare (társszerzőkkel: Géza Blédy, Gavril Scridon; Bucuresti, 1957)
- Gramatica limbii romîne pentru clasele 8-11. coli maghiare (társszerzőkkel: Géza Blédy, Gavril Scridon; Bucuresti, 1959, 1960, 1961, 1962, 1963)

## Kötetei
- Cîteva monumente istorice din județul Odorhei (Székelyudvarhely, 1932)
- Piariștii și Românii pînă la 1918 (doktori értekezés, Nagyenyed, 1940)
- Tanulmányok; szerk. Szilágyi Józsa Mária; Kriterion, Kolozsvár, 2015

## Kéziratban maradt munkái
- Pápai Páriz Ferenc kartezianizmusa (monográfia, Victor Mariannal)
- Pápai Páriz Ferenc: Tyronicium verae philosophiae (fordítás, Victor Mariannal)
- a romániai oktatás történetéről szóló kézikönyv számára készült fejezetek az erdélyi római. katolikus iskolákról a feudalizmus korában és a régi iskolai csillagdákról Erdélyben.